# Mjösjötjärnen, Norrbotten
Mjösjötjärnen är en sjö i Luleå kommun i Norrbotten och ingår i Alåns huvudavrinningsområde.